# Thiou (Burkina Faso)
Thiou è un dipartimento del Burkina Faso classificato come comune, situato nella Provincia di Yatenga, facente parte della Regione del Nord.
Il dipartimento si compone del capoluogo e di altri 31 villaggi: Arbete, Bango, Bani, Birgondogo, Boukere, Bouli, Bouro, Denean, Dissa, Gardere, Gonna, Goussirdou, Incare, Kalo, Kessombode, Lobere, Nimbou, Nodin, Ouagara, Pella, Petenague, Ramanepanga, Sambabouli, Samny, Sanga, Senokayel, Sim, Talle, Tangari, Thimguem e Yansa.